# Бальзамический уксус
Бальзамический уксус («бальзамик») (итал. Aceto balsamico) — кисло-сладкая приправа из выдержанного в бочках виноградного сусла, изобретённая в итальянской провинции Модена. Оригинальный бальзамик также вырабатывается в провинции Реджо-нель-Эмилия.
Бальзамический уксус — наиболее изысканный, богатый вкусовыми обертонами и традиционно дорого ценящийся среди пищевых уксусов. Несмотря на название «уксус», по способу приготовления он значительно отличается от обычного пищевого уксуса.
Аналог бальзамического уксуса на Кавказе и в Иране называется дошаб. В США вырабатываются аналоги бальзамика из кокоса, инжира, мандаринов, чёрной смородины, бобов какао и т. д. 

## Свойства
Традиционный бальзамический уксус - очень тёмный, имеет фруктовый аромат и густую консистенцию. Существует также упрощённая (и более дешёвая) версия бальзамического уксуса, изготовляемая из уксуса на основе красного вина — винного уксуса. Такой бальзамический уксус более светлый и отличается по вкусу.
Бальзамический уксус применяют при приготовлении салатов, маринадов, десертов, а также супов. Несколько капель этой приправы оттеняют вкус сыра, клубничного салата, обыкновенного омлета и даже мороженого.

## Изготовление
В отличие от упрощенного способа изготовления бальзамического уксуса из винного уксуса, получаемого сбраживанием давленого винограда с сахаром и водой в течение 3 месяцев, настоящий бальзамик изготавливается из виноградного сусла. Отжатый сок свежего винограда (обычно белых сортов) уваривается до густоты, пока он не превратится в густой темный сироп. При этом в нём увеличивается концентрация оксиметилфурфурола. В более дешёвых сортах к сиропу подмешивают винный уксус («для обогащения флоры и ускорения уксуснокислого брожения»).
Для выдерживания сиропа используют бочки трех видов: самые маленькие — из ясеня и дуба, средние — из каштана и вишни, а большие — из тутового дерева. Часть созревшего бальзамического уксуса из самой маленькой бочки (10-20 %) поступает на продажу, а освободившийся объём дополняют из второй по величине бочки, вторую доливают из третьей и т. д. Каждый производитель использует свои специи.
Срок созревания уксуса - минимум 3 года, а лучшие его сорта выдерживают до 100 лет.

## История
Первые упоминания о бальзамическом уксусе (aceto balsamico) относятся к 1046 году, когда маркграф Бонифаций, владелец замка Каносса, подарил будущему королю Генриху III маленький бочонок с уникальным продуктом. Тем самым он заложил традицию «королевских подарков» — впоследствии такие бочонки было принято преподносить королям и дворцовой знати. Бочонки с изысканным содержимым говорили о достатке семьи и служили богатым приданым в семьях, где есть молодые особы на выданье.
Производство этого уксуса было привилегией ограниченного круга семей аристократии и третьего сословия. Единого рецепта не существовало, у каждой семьи были свои «секреты» приготовления бальзамического уксуса.
Название «бальзамический» возникло потому, что первоначально его использовали преимущественно в медицинских целях, и лишь впоследствии этот уксус стал использоваться в кулинарии. Благодаря его сильному антимикробному и противовоспалительному действию им обрабатывали раны. Он использовался в качестве лекарства Лукрецией Борджиа в 1503 году (первый год Великой чумы).

## Виды
Приготовленный по традиционным рецептам бальзамик обозначается марками «Aceto Balsamico Tradizionale di Modena» (традиционный бальзамический уксус из Модены) или «Aceto Balsamico Tradizionale di Reggio Emilia» (традиционный бальзамический уксус из провинции Реджо-нель-Эмилия). Обе марки охраняются властями региона.
Традиционный бальзамик выдерживается не менее 12 лет. В это время его переливают в бочки всё меньшего объёма, сделанные из разного дерева. Настоящий бальзамический уксус - тёмно-коричневого цвета, имеет сложный аромат, естественный кисло-сладкий вкус виноградного сока обогащён привкусом древесины бочек.
Реджо-нель-Эмилия обозначает возраст бальзамического уксуса цветом этикетки. Красная этикетка клеится на бутылки с уксусом, выдержанным как минимум 12 лет. Серебряная этикетка маркирует уксус, выдержанный не менее 18 лет. Золотая этикетка обозначает уксус, выдержанный в бочках 25 лет и более.
Модена использует другую систему обозначения. Крышечкой кремового цвета укупоривают все бальзамики, выдержанные не менее 12 лет, золотой крышечкой отмечены бальзамические уксусы, выдержанные более 25 лет.
Все производители традиционного бальзамического уксуса из Модены объединены в консорциум Consorzio dei Produttori dell’Aceto Balsamico Tradizionale di Modena; производимый консорциумом продукт имеет статус контролируемого по региону происхождения (Denominazione d’Origine Protetta). Цена 100 мл уксуса, выпущенного такими производителями, колеблется от 150 до 400 долларов США.
Промышленный бальзамический уксус — все другие разновидности бальзамического уксуса. Среди них есть те, что приготовлены вне Модены и провинции Реджо-нель-Эмилия или не выдержаны 12 лет и потому не могут получить официального сертификата. Отдельно стоит упомянуть Aceto Balsamico di Modena (Бальзамический уксус из Модены). За этим названием может скрываться дешёвый аналог, изготовленный из винного уксуса, подсластителей, натуральных красителей и загустителей (например, карамели и гуаровой смолы).

## Глазурь
Более густая по консистенции, чем уксус, бальзамическая глазурь может быть получена как путём выпаривания бальзамического уксуса, так и путём смешения уксуса с загустителями (крахмал, камедь). Для ароматизации глазури используются, среди прочего, белый трюфель и пряные травы.